# Šternbergův astronomický institut

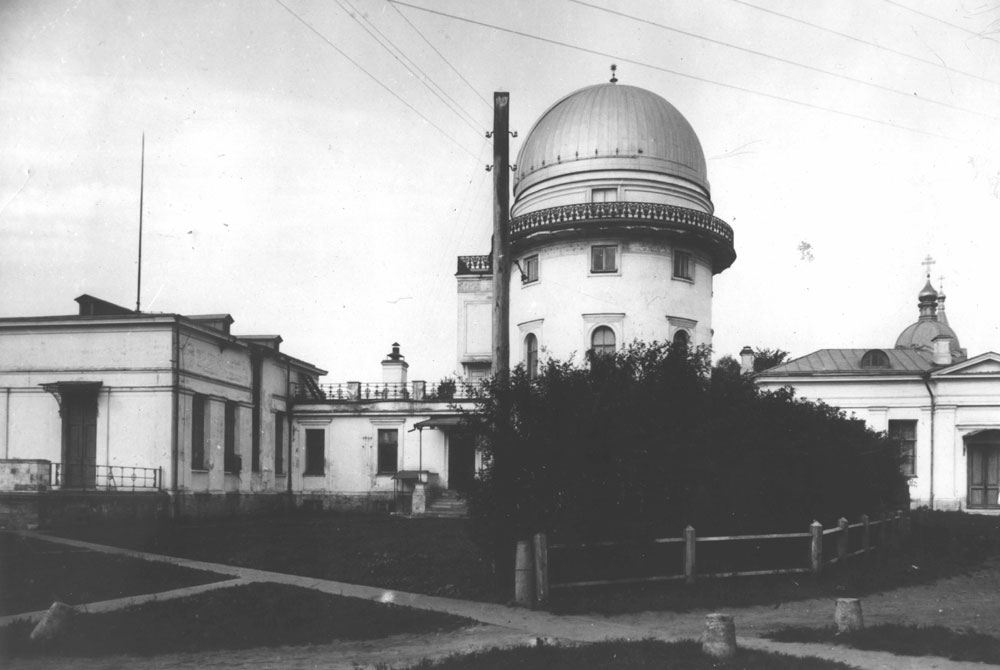
Původní univerzitní hvězdárna

Šternbergův astronomický institut (rusky Государственный астрономический институт имени Штернберга), také známý jako GAIŠ (ГАИШ), je jeden z výzkumných ústavů Moskevské státní univerzity M. V. Lomonosova. Společně s Fyzikální fakultou Lomonosovovy univerzity vzdělává absolventy všech oborů astronomie.
Institut nese jméno astronoma P. K. Šternberga. Založen byl na univerzitní hvězdárně (Краснопресненская обсерватория МГУ) v roce 1931.
Na počet ústavu byl pojmenován asteroid (14789) GAISH, který objevila Ljudmila Černychová na Krymské astrofyzikální observatoři v roce 1969.

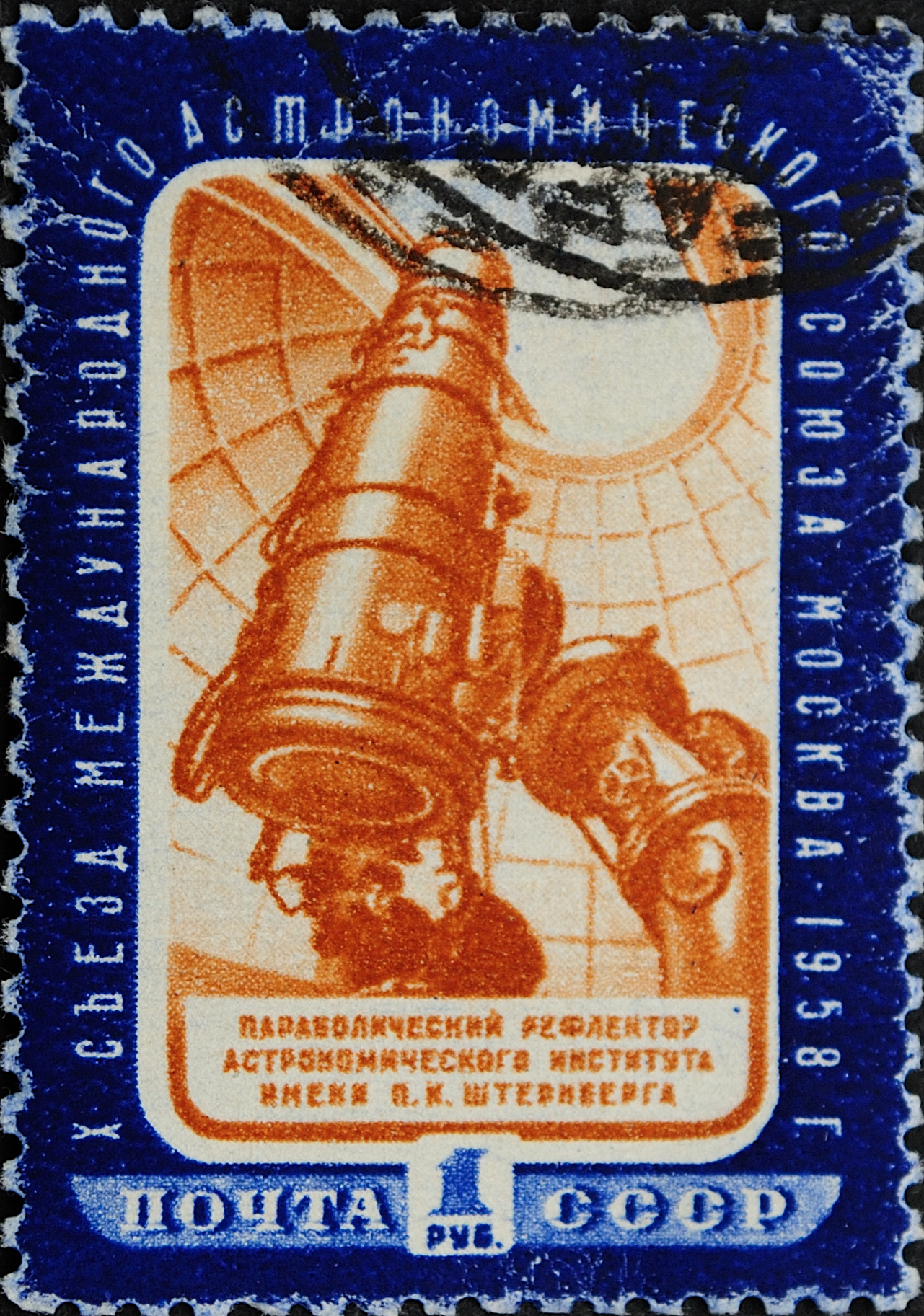
Poštovní známka zobrazující teleskop GAIŠ, SSSR (1958)
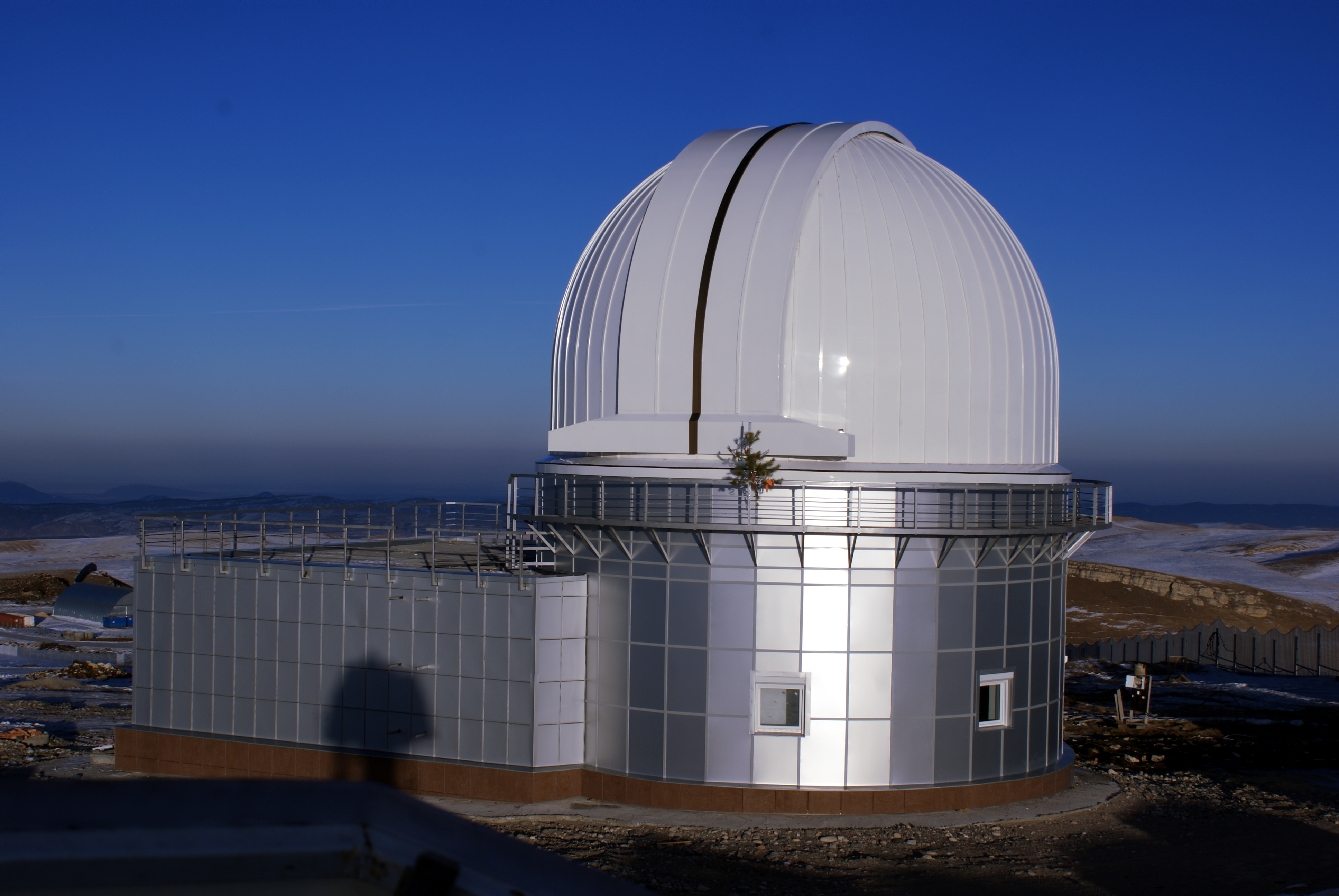
Hvězdárna ústavu na Kavkaze s 2,5metrovým teleskopem